# Мантилья, Кевин
Ке́вин Андре́с Манти́лья Кама́рго (исп. Kevin Andrés Mantilla Camargo; род. 22 мая 2003, Богота) — колумбийский футболист, полузащитник клуба «Тальерес» из Кордовы.

## Клубная карьера
Мантилья — воспитанник клуба «Индепендьенте Санта-Фе». 13 февраля 2022 года в матче против «Депортиво Перейра» он дебютировал в Кубке Мустанга. 

## Международная карьера
В начале 2023 года в составе молодёжной сборной Колумбии Мантилья принял участие в домашнем молодёжном чемпионате Южной Америки. На турнире он сыграл в матчах против команд Перу, Аргентины, Уругвая, Венесуэлы, Эквадора, а также дважды Парагвая и Бразилии. 
В том же году Мантилья принял участие в молодёжном чемпионате мира в Аргентине. На турнире он сыграл в матчах против сборных Израиля, Японии, Сенегала, Словакии и Италии.